# Phenacoscorpius nebris
Phenacoscorpius nebris är en fiskart som beskrevs av Eschmeyer, 1965. Phenacoscorpius nebris ingår i släktet Phenacoscorpius och familjen Scorpaenidae. Inga underarter finns listade i Catalogue of Life.